# 薩利夫卡 (克列緬丘格區)
48°59′56″N 33°46′40″E / 48.99889°N 33.77778°E
薩利夫卡（烏克蘭語：Салівка），是烏克蘭的村落，位於該國中部波爾塔瓦州，由克列緬丘格區負責管轄，處於科別利亞喬克河畔，距離佩特拉什夫卡0.5公里，海拔高度85米，2001年人口920。